# Приморск (Балахтинский район)
Приморск — посёлок в Балахтинском районе Красноярского края России. Является административным центром Приморского сельсовета.

## История
Посёлок возник в 1962 г. при переселении сёл Даурского района: Даурск, Караульная и Острог. Изначально посёлок планировался как замена старому райцентру Даурск, и называться «Пашни взъёмные». Но вскоре принято название Приморск, который в связи с упразднением Даурского района вошёл в Балахтинский район в качестве центра Приморского сельсовета.
11 октября 2013 в Приморске на горе Чалпан установили камень в память о Даурском районе. К камню прикреплена мемориальная табличка с картой затопленных сел и надписями: «Памяти Даурского района» и «Начинался Даурский район здесь: с Караульной и Острога». Недалеко от мемориального камня установлен также памятный крест.

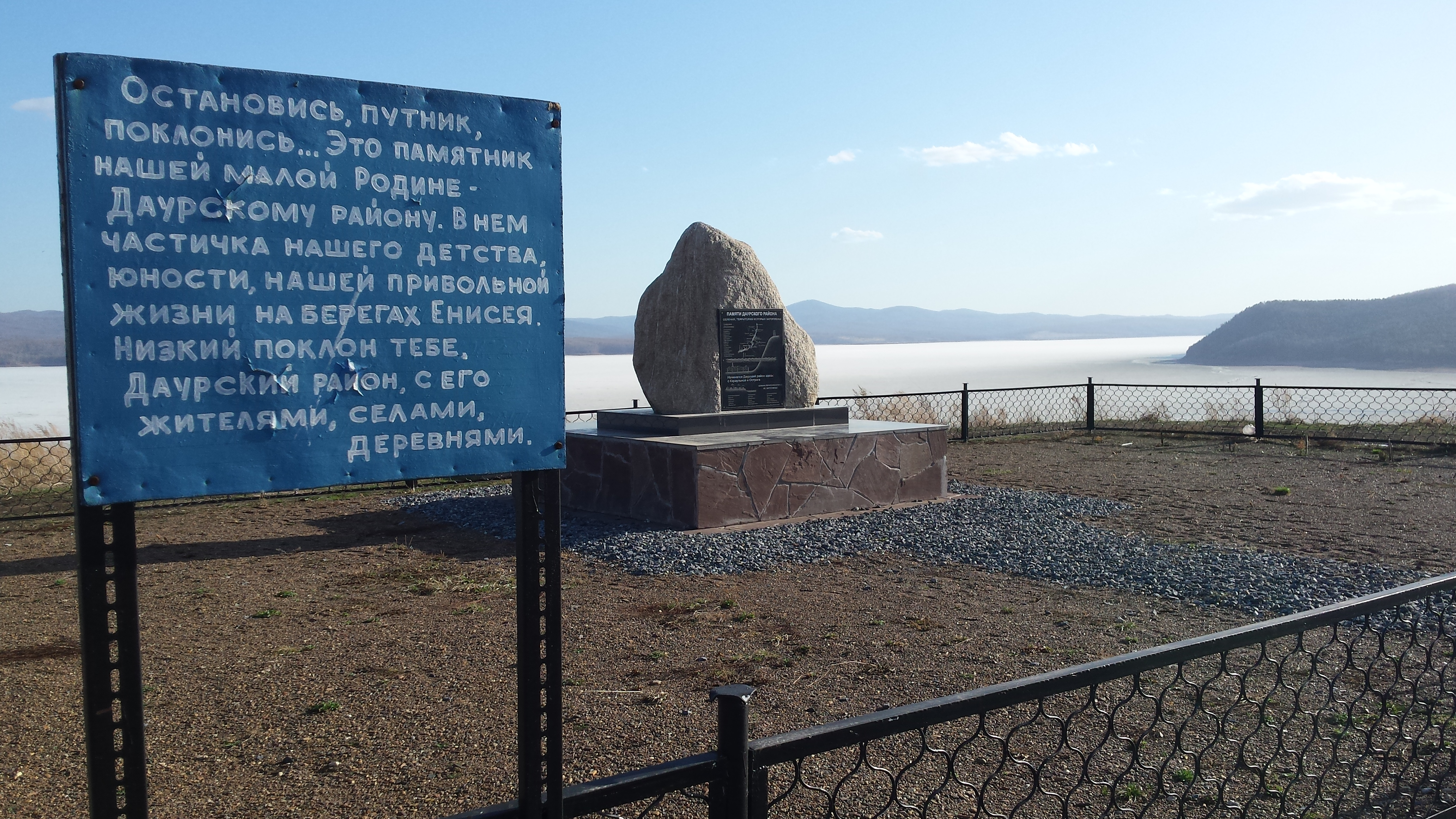
Памятный камень в Приморске
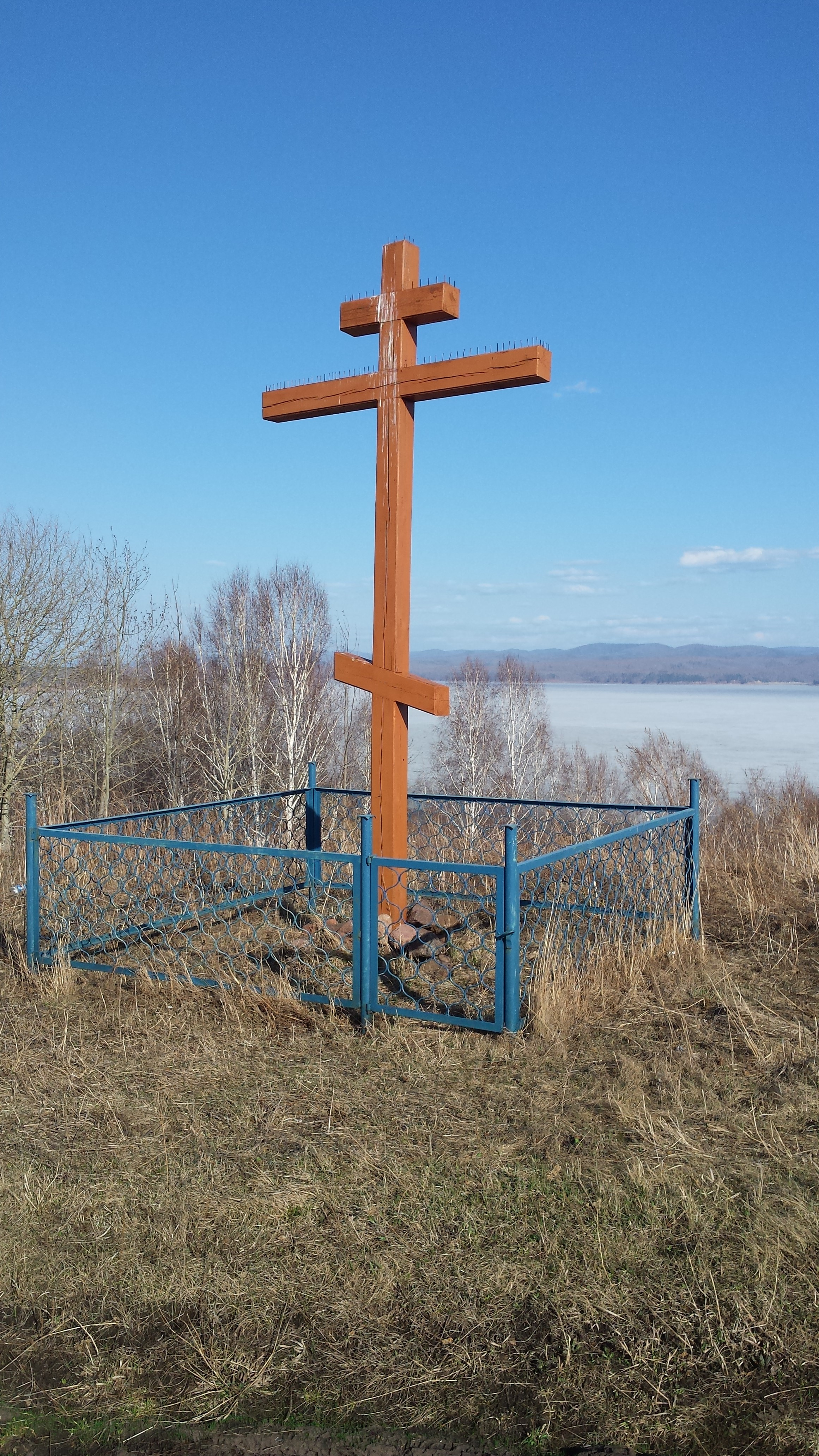
Памятный крест в Приморске
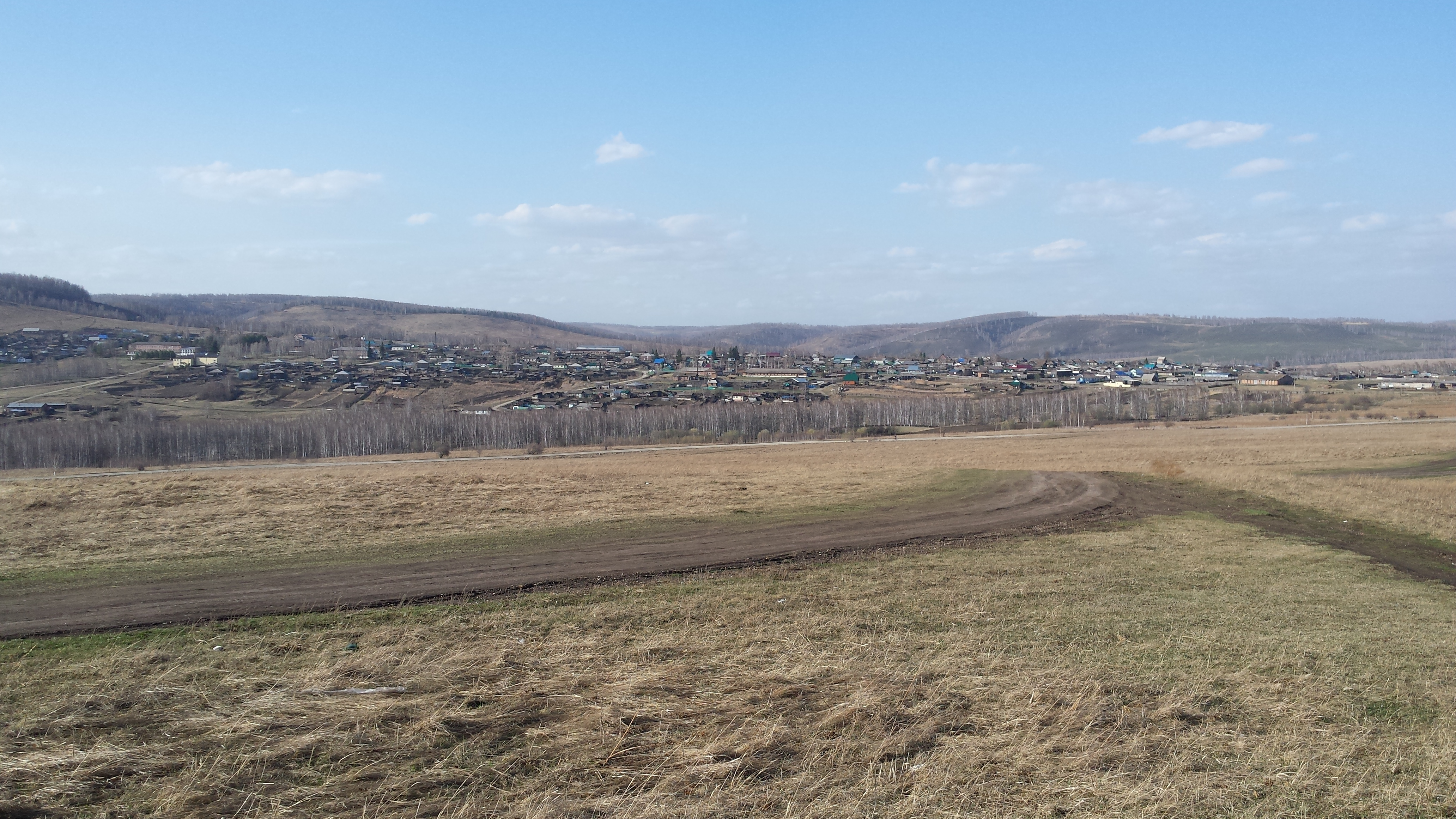
Вид на Приморск с горы Чалпан
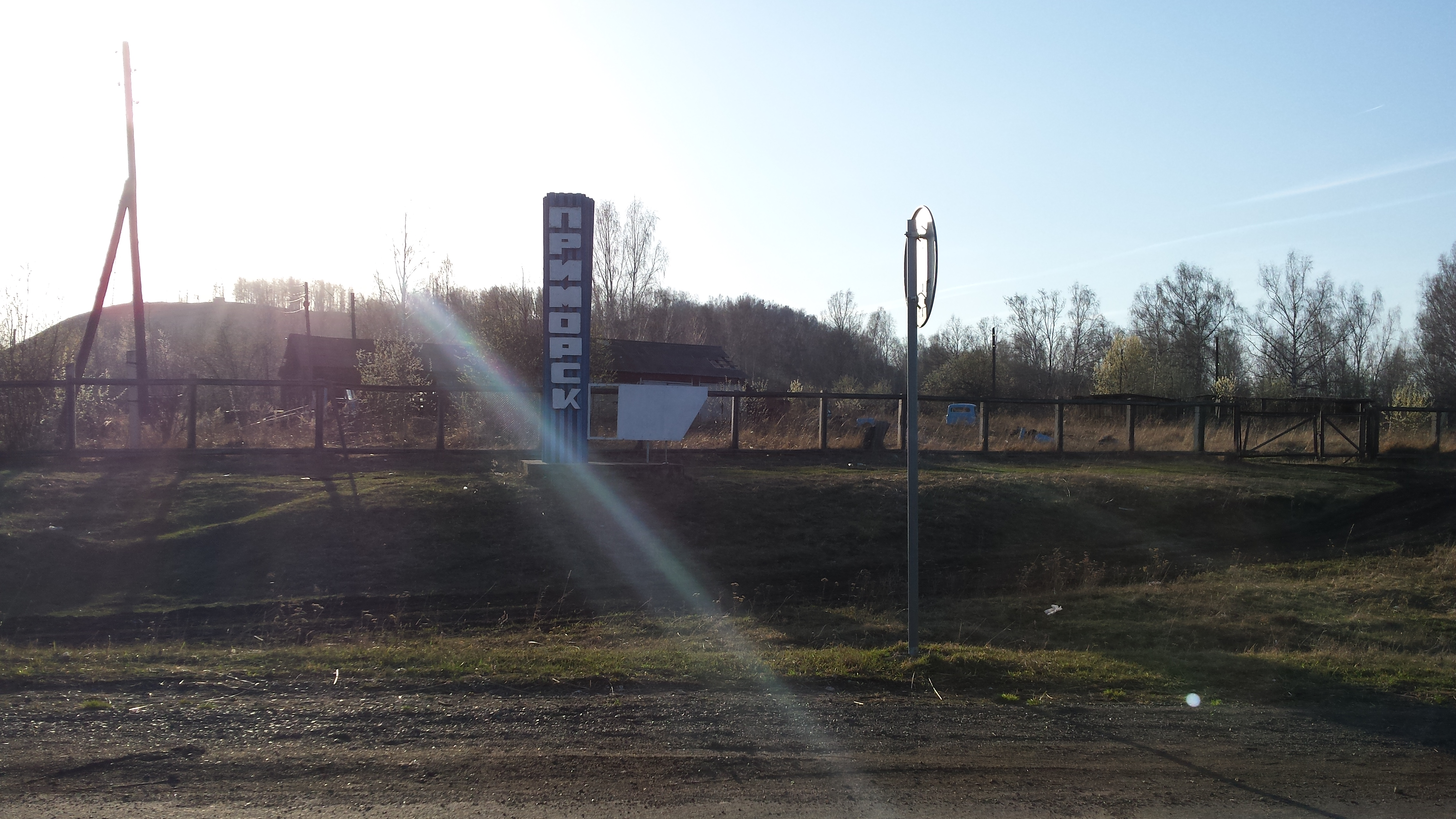
У въезда в посёлок

## География
Посёлок расположен в 29 км к югу от районного центра Балахта.

## Население
| 1989 | 2002  | 2010  |
| ---- | ----- | ----- |
| 2176 | ↘2030 | ↘1696 |

Гендерный состав
По данным Всероссийской переписи населения 2010 года 783 мужчины и 913 женщин из 1696 чел.